# 花蓮縣政府
23°59′29″N 121°37′11″E / 23.991331°N 121.619816°E
花蓮縣政府是中華民國花蓮縣最高層級的地方行政機關，在中華民國政府架構中，為縣自治的行政機關，同時負責執行中央機關委辦事項。花蓮縣的自治監督機關本為臺灣省政府，臺灣省虛級化後業務與功能大幅縮減，花蓮縣的自治監督機關改為行政院內政部。花蓮縣政府也是轄下各鄉、鎮、市的地方自治監督機關。

## 組織架構
花蓮縣政府的組織基準法為《花蓮縣政府組織自治條例》，設有14個所屬一級單位，設有6個所屬一級機關，設有20個所屬二級機關。
一級機關
- 花蓮縣警察局
- 花蓮縣消防局
- 花蓮縣衛生局
- 花蓮縣環境保護局
- 花蓮縣地方稅務局
- 花蓮縣文化局

一級單位
- 花蓮縣政府民政處
- 臺花蓮縣政府財政處
- 花蓮縣政府建設處
- 花蓮縣政府教育處
- 花蓮縣政府農業處
- 花蓮縣政府地政處
- 花蓮縣政府原住民行政處
- 花蓮縣政府觀光處
- 花蓮縣政府客家事務處
- 花蓮縣政府社會處
- 花蓮縣政府行政暨研考處
- 花蓮縣政府人事處
- 花蓮縣政府主計處
- 花蓮縣政府政風處

各級學校
- 花蓮縣立體育實驗高級中學
- 花蓮縣立南平中學
- 花蓮縣立各國民中學（24校）
- 花蓮縣各國民小學（101校）

縣營事業機構
- 私法人-花蓮縣肉品市場股份有限公司

## 外部連結
- 花蓮縣政府 （页面存档备份，存于）（中文）（英文）